# Osmia obliqua
Osmia obliqua är en biart som beskrevs av White 1952. Osmia obliqua ingår i släktet murarbin, och familjen buksamlarbin. Inga underarter finns listade i Catalogue of Life.